# Bodilus lucidulus
Bodilus lucidulus är en skalbaggsart som beskrevs av Karl Henrik Boheman 1857. Bodilus lucidulus ingår i släktet Bodilus och familjen Aphodiidae. Inga underarter finns listade.